# Estación de Jaramar
Jaramar fue un apartadero ferroviario situado en el municipio español de Minas de Riotinto, en la provincia de Huelva. En la actualidad el recinto se encuentra parcialmente desaparecido.

## Historia
Perteneciente al ferrocarril de Riotinto, estaba situado a 303,24 metros de altitud. La estación entró en servicio junto al resto de la línea férrea en 1875, disponiendo de un edificio de viajeros y de una vía de apartadero para permitir el cruce de trenes mineros. La estación de Jaramar también prestó servicio al cercano municipio de El Madroño. La línea fue clausurada al tráfico en 1984. En la actualidad el trazado es utilizado por el tren turístico de Riotinto, tras haber sido reabierto en 1997 el tramo Zarandas-Los Frailes, si bien las instalaciones de Jaramar se encuentran abandonadas y sin servicio.